# Serie A 2018-2019 (calcio a 5)
La Serie A 2018-2019 è stato il trentesimo campionato di Serie A e la trentaseiesima manifestazione nazionale che ha assegnato il titolo di campione d'Italia. La stagione regolare è iniziata il 29 settembre 2018 e si è conclusa il 19 aprile 2019, prolungandosi fino al 15 giugno con la disputa dei play-off. A parità di punteggio fra due o più squadre, la graduatoria finale è stata determinata in base alla classifica avulsa (stesso parametro valevole anche al termine del girone d'andata, per definire le quattro formazioni qualificate direttamente ai quarti di finale della Coppa Italia). I criteri imposti erano: punti ottenuti negli scontri diretti, differenza reti negli scontri diretti, differenza reti generale, reti realizzate in generale, sorteggio. Rimasta immutata la formula dei play-off (le prime otto classificate accedono direttamente agli spareggi-scudetto) è stato invece cambiato il numero di retrocessioni: sarebbero scese in Serie A2 fino a un massimo di quattro squadre. Le modalità e le procedure per l’individuazione di dette squadre hanno formato oggetto di apposito Comunicato Ufficiale di successiva pubblicazione, che ha deciso la retrocessione di una sola squadra dopo i play-out. La società campione d'Italia ha ottenuto il diritto di partecipare alla UEFA Futsal Champions League 2019-2020. Per questa stagione il pallone ufficiale del campionato è stato Vertigo fornito da Gems, sponsor tecnico della Divisione Calcio a 5. Nelle gare del campionato di Serie A, comprese le gare dei play-off e play-out, è stato fatto obbligo alle società di impiegare almeno cinque giocatori formati in Italia cioè tesserati per la FIGC prima del compimento del diciottesimo anno di età. Nelle stesse gare è inoltre stato fatto obbligo di impiegare almeno giocatori che abbiano compiuto anagraficamente il 15º anno di età.

## Stagione
Nella stagione del record di iscrizioni ai campionati nazionali, la Serie A 2018-19 eguaglia il primato storico di defezioni registrato nel campionato 2013-14: Cisternino, Imola Castello, Kaos e Luparense rinunciano infatti alla categoria. Dopo il ritiro del Pescara, avvenuto sul finire della scorsa stagione, la Serie A perde dunque altre due realtà storiche del movimento: il Kaos, tra le società più longeve di Italia, e la Luparense primatista di scudetti. Fallito l'allargamento della categoria a 16 unità, pianificato lo scorso anno dalla Divisione Calcio a 5, l'organico si compone di sole 12 società, due in meno rispetto all'edizione precedente. Dalla Serie A2 sono state promosse Arzignano, Academy Pescara, Maritime e Meta Catania. Tutte le neopromosse sono al debutto nella categoria a eccezione dei veneti che ritornano nella massima serie a otto anni dalla precedente retrocessione (2009-10). La Lazio detiene il record di partecipazioni, sia complessive sia consecutive, alla serie A (23 edizioni).

## Squadre partecipanti
| Club           | Città                      | Palazzetto                                                                | Stagione 2017-18                                |
| -------------- | -------------------------- | ------------------------------------------------------------------------- | ----------------------------------------------- |
| Acqua e Sapone | Città Sant'Angelo (PE)     | Palasport Santa Filomena (Chieti) PalaRoma (Montesilvano, playoff)        | Campione d'Italia                               |
| Arzignano      | Arzignano (VI)             | PalaTezze                                                                 | 2º nel girone A di Serie A2, vincitore play-off |
| CAME Treviso   | Dosson (TV)                | Palestra comunale                                                         | 4º in Serie A, semifinale play-off              |
| Civitella      | Civitella Casanova (PE)    | Palasport Santa Filomena (Chieti)                                         | 1º nel girone A di Serie A2                     |
| Feldi Eboli    | Eboli (SA)                 | PalaDirceu                                                                | 9º in Serie A                                   |
| Italservice    | Pesaro                     | PalaFiera                                                                 | 7º in Serie A, quarti di finale play-off        |
| Latina         | Latina                     | PalaBianchini                                                             | 8º in Serie A, quarti di finale play-off        |
| Lazio          | Roma                       | PalaGems                                                                  | 13º in Serie A                                  |
| Maritime       | Augusta (SR)               | PalaJonio                                                                 | 1º nel girone B di Serie A2                     |
| Meta Catania   | San Giovanni la Punta (CT) | PalaCatania (Catania)                                                     | 2º nel girone B di Serie A2, vincitore play-off |
| Napoli         | Napoli                     | Centro Federale FIPAV (Cercola) PalaMangano (Scafati, semifinale playoff) | 5º in Serie A, quarti di finale play-off        |
| Real Rieti     | Rieti                      | PalaMalfatti PalaCesaroni (Genzano, semifinale playoff)                   | 6º in Serie A, semifinale play-off              |

### Allenatori e primatisti
| Squadra      | Allenatore                                                                               | Cannoniere               |
| ------------ | ---------------------------------------------------------------------------------------- | ------------------------ |
| Acqua&Sapone | Faustino Pérez                                                                           | Gabriel Lima (19+5)      |
| Arzignano    | Cristian Stefani (1ª-7ª) Marco Boschetto (8ª-9ª, ad interim) Fabián López (10ª-play-out) | Fabrizio Amoroso (16+3)  |
| Civitella    | Saverio Palusci                                                                          | Jeferson Titon (17)      |
| Dosson       | Sylvio Rocha                                                                             | Cainan De Matos (22+1)   |
| Feldi Eboli  | Piero Basile (1ª-14ª) Francesco Cipolla (15ª-play-off)                                   | Josiko (20+1)            |
| Italservice  | Fulvio Colini                                                                            | Cristian Borruto (28+10) |
| Latina       | Alfredo Paniccia                                                                         | Juan Carlos Sánchez (12) |
| Lazio        | Fabrizio Reali                                                                           | Gedson (14+1)            |
| Maritime     | Fernando Cabral (1ª-5ª) Tiago Polido (6ª-16ª) Batata (17ª-play-off)                      | Manoel Crema (9+1)       |
| Meta         | Salvatore Samperi                                                                        | Carmelo Musumeci (15)    |
| Napoli       | David Marín                                                                              | Dimas (12+3)             |
| Real Rieti   | Massimiliano Mannino (1ª-2ª) David Festuccia (3ª-play-off)                               | Kaká (20+4)              |

## Stagione regolare

### Classifica[5]
|  | Pos. | Squadra        | Pt | G  | V  | N | P  | GF  | GS  | DR  |
|  | ---- | -------------- | -- | -- | -- | - | -- | --- | --- | --- |
|  | 1.   | Acqua e Sapone | 52 | 22 | 17 | 1 | 4  | 102 | 37  | +65 |
|  | 2.   | Italservice    | 47 | 22 | 14 | 5 | 3  | 99  | 52  | +47 |
|  | 3.   | Real Rieti     | 41 | 22 | 12 | 5 | 5  | 90  | 66  | +24 |
|  | 4.   | Napoli         | 41 | 22 | 12 | 5 | 5  | 85  | 56  | +29 |
|  | 5.   | Meta Catania   | 39 | 22 | 12 | 3 | 7  | 64  | 58  | +6  |
|  | 6.   | Feldi Eboli    | 37 | 22 | 11 | 4 | 7  | 89  | 58  | +31 |
|  | 7.   | CAME Treviso   | 32 | 22 | 9  | 5 | 8  | 92  | 79  | +13 |
|  | 8.   | Maritime       | 32 | 22 | 10 | 2 | 10 | 64  | 72  | -8  |
|  | 9.   | Civitella      | 26 | 22 | 8  | 2 | 12 | 65  | 89  | -24 |
|  | 10.  | Latina         | 12 | 22 | 3  | 3 | 16 | 53  | 100 | -47 |
|  | 11.  | Arzignano      | 10 | 22 | 2  | 4 | 16 | 60  | 112 | -52 |
|  | 12.  | Lazio          | 7  | 22 | 2  | 1 | 19 | 43  | 127 | -84 |

### Verdetti[7]
- Italservice campione d'Italia 2018-2019 e qualificata alla UEFA Futsal Champions League 2019-2020.
- Lazio retrocessa in Serie A2 2019-2020 dopo i play-out.
- Maritime e Napoli non iscritti al campionato successivo.

### Calendario e risultati
| andata  | andata | 1ª giornata            | ritorno (12ª) | ritorno (12ª) |
|         |        |                        |               |               |
| 27 set. | 4-1    | Acqua&Sapone-Civitella | 2-4           | 5 gen.        |
| 28 set. | 0-1    | Feldi Eboli-Maritime   | 2-4           | 5 gen.        |
| 28 set. | 4-1    | Italservice-Latina     | 2-4           | 4 gen.        |
| 28 set. | 2-2    | Meta-Dosson            | 4-3           | 5 gen.        |
| 29 set. | 1-5    | Arzignano-Napoli       | 4-7           | 5 gen.        |
| 1 ott.  | 4-2    | Real Rieti-Lazio       | 10-3          | 4 gen.        |

| andata  | andata | 2ª giornata              | ritorno (13ª) | ritorno (13ª) |
|         |        |                          |               |               |
| 5 ott.  | 2-4    | Civitella-Real Rieti     | 3-7           | 13 gen.       |
| 5 ott.  | 2-7    | Lazio-Feldi Eboli        | 0-10          | 11 gen.       |
| 6 ott.  | 1-6    | CAME Treviso-Italservice | 3-5           | 11 gen.       |
| 6 ott.  | 2-1    | Napoli-Meta              | 2-2           | 12 mar.       |
| 6 ott.  | 7-4    | Maritime-Arzignano       | 4-1           | 12 gen.       |
| 16 ott. | 0-5    | Latina-Acqua&Sapone      | 0-5           | 12 gen.       |

| andata  | andata | 1ª giornata            | ritorno (12ª) | ritorno (12ª) |
|         |        |                        |               |               |
| 27 set. | 4-1    | Acqua&Sapone-Civitella | 2-4           | 5 gen.        |
| 28 set. | 0-1    | Feldi Eboli-Maritime   | 2-4           | 5 gen.        |
| 28 set. | 4-1    | Italservice-Latina     | 2-4           | 4 gen.        |
| 28 set. | 2-2    | Meta-Dosson            | 4-3           | 5 gen.        |
| 29 set. | 1-5    | Arzignano-Napoli       | 4-7           | 5 gen.        |
| 1 ott.  | 4-2    | Real Rieti-Lazio       | 10-3          | 4 gen.        |

| andata  | andata | 2ª giornata              | ritorno (13ª) | ritorno (13ª) |
|         |        |                          |               |               |
| 5 ott.  | 2-4    | Civitella-Real Rieti     | 3-7           | 13 gen.       |
| 5 ott.  | 2-7    | Lazio-Feldi Eboli        | 0-10          | 11 gen.       |
| 6 ott.  | 1-6    | CAME Treviso-Italservice | 3-5           | 11 gen.       |
| 6 ott.  | 2-1    | Napoli-Meta              | 2-2           | 12 mar.       |
| 6 ott.  | 7-4    | Maritime-Arzignano       | 4-1           | 12 gen.       |
| 16 ott. | 0-5    | Latina-Acqua&Sapone      | 0-5           | 12 gen.       |

| andata  | andata | 3ª giornata           | ritorno (14ª) | ritorno (14ª) |
|         |        |                       |               |               |
| 12 ott. | 5-2    | Feldi Eboli-Civitella | 4-5           | 19 gen.       |
| 12 ott. | 9-4    | Italservice-Meta      | 1-1           | 18 gen.       |
| 12 ott. | 7-1    | Real Rieti-Latina     | 3-2           | 18 gen.       |
| 13 ott. | 4-3    | Arzignano-Lazio       | 2-3           | 18 gen.       |
| 13 ott. | 5-1    | Acqua&Sapone-Dosson   | 6-2           | 19 gen.       |
| 13 ott. | 3-1    | Maritime-Napoli       | 2-6           | 19 gen.       |

| andata  | andata | 4ª giornata             | ritorno (15ª) | ritorno (15ª) |
|         |        |                         |               |               |
| 22 ott. | 4-4    | Napoli-Italservice      | 2-5           | 8 feb.        |
| 19 ott. | 0-1    | Latina-Feldi Eboli      | 2-7           | 8 feb.        |
| 19 ott. | 2-2    | Lazio-Maritime          | 1-6           | 9 feb.        |
| 19 ott. | 1-6    | Meta-Acqua&Sapone       | 2-4           | 9 feb.        |
| 20 ott. | 5-1    | Civitella-Arzignano     | 2-1           | 9 feb.        |
| 20 ott. | 4-4    | CAME Treviso-Real Rieti | 5-5           | 11 feb.       |

| andata  | andata | 3ª giornata           | ritorno (14ª) | ritorno (14ª) |
|         |        |                       |               |               |
| 12 ott. | 5-2    | Feldi Eboli-Civitella | 4-5           | 19 gen.       |
| 12 ott. | 9-4    | Italservice-Meta      | 1-1           | 18 gen.       |
| 12 ott. | 7-1    | Real Rieti-Latina     | 3-2           | 18 gen.       |
| 13 ott. | 4-3    | Arzignano-Lazio       | 2-3           | 18 gen.       |
| 13 ott. | 5-1    | Acqua&Sapone-Dosson   | 6-2           | 19 gen.       |
| 13 ott. | 3-1    | Maritime-Napoli       | 2-6           | 19 gen.       |

| andata  | andata | 4ª giornata             | ritorno (15ª) | ritorno (15ª) |
|         |        |                         |               |               |
| 22 ott. | 4-4    | Napoli-Italservice      | 2-5           | 8 feb.        |
| 19 ott. | 0-1    | Latina-Feldi Eboli      | 2-7           | 8 feb.        |
| 19 ott. | 2-2    | Lazio-Maritime          | 1-6           | 9 feb.        |
| 19 ott. | 1-6    | Meta-Acqua&Sapone       | 2-4           | 9 feb.        |
| 20 ott. | 5-1    | Civitella-Arzignano     | 2-1           | 9 feb.        |
| 20 ott. | 4-4    | CAME Treviso-Real Rieti | 5-5           | 11 feb.       |

| andata  | andata | 5ª giornata              | ritorno (16ª) | ritorno (16ª) |
|         |        |                          |               |               |
| 26 ott. | 3-3    | Acqua&Sapone-Italservice | 3-4           | 18 feb.       |
| 26 ott. | 3-3    | Feldi Eboli-Dosson       | 7-0           | 16 feb.       |
| 26 ott. | 0-6    | Lazio-Napoli             | 2-7           | 15 feb.       |
| 26 ott. | 3-1    | Real Rieti-Meta          | 1-4           | 15 feb.       |
| 27 ott. | 3-3    | Arzignano-Latina         | 6-6           | 15 feb.       |
| 27 ott. | 5-2    | Maritime-Civitella       | 2-8           | 16 feb.       |

| andata | andata | 6ª giornata            | ritorno (17ª) | ritorno (17ª) |
|        |        |                        |               |               |
| 2 nov. | 3-4    | Latina-Maritime        | 4-6           | 23 feb.       |
| 2 nov. | 5-2    | Italservice-Real Rieti | 2-2           | 22 feb.       |
| 2 nov. | 4-3    | Meta-Feldi Eboli       | 1-4           | 22 feb.       |
| 3 nov. | 3-2    | Civitella-Lazio        | 5-4           | 22 feb.       |
| 3 nov. | 3-1    | Napoli-Acqua&Sapone    | 0-2           | 25 feb.       |
| 5 nov. | 8-3    | CAME Treviso-Arzignano | 1-1           | 23 feb.       |

| andata  | andata | 5ª giornata              | ritorno (16ª) | ritorno (16ª) |
|         |        |                          |               |               |
| 26 ott. | 3-3    | Acqua&Sapone-Italservice | 3-4           | 18 feb.       |
| 26 ott. | 3-3    | Feldi Eboli-Dosson       | 7-0           | 16 feb.       |
| 26 ott. | 0-6    | Lazio-Napoli             | 2-7           | 15 feb.       |
| 26 ott. | 3-1    | Real Rieti-Meta          | 1-4           | 15 feb.       |
| 27 ott. | 3-3    | Arzignano-Latina         | 6-6           | 15 feb.       |
| 27 ott. | 5-2    | Maritime-Civitella       | 2-8           | 16 feb.       |

| andata | andata | 6ª giornata            | ritorno (17ª) | ritorno (17ª) |
|        |        |                        |               |               |
| 2 nov. | 3-4    | Latina-Maritime        | 4-6           | 23 feb.       |
| 2 nov. | 5-2    | Italservice-Real Rieti | 2-2           | 22 feb.       |
| 2 nov. | 4-3    | Meta-Feldi Eboli       | 1-4           | 22 feb.       |
| 3 nov. | 3-2    | Civitella-Lazio        | 5-4           | 22 feb.       |
| 3 nov. | 3-1    | Napoli-Acqua&Sapone    | 0-2           | 25 feb.       |
| 5 nov. | 8-3    | CAME Treviso-Arzignano | 1-1           | 23 feb.       |

| andata  | andata | 7ª giornata             | ritorno (18ª) | ritorno (18ª) |
|         |        |                         |               |               |
| 9 nov.  | 7-5    | Feldi Eboli-Italservice | 1-2           | 8 mar.        |
| 9 nov.  | 2-4    | Lazio-Latina            | 4-2           | 8 mar.        |
| 10 nov. | 1-5    | Arzignano-Meta          | 4-7           | 8 mar.        |
| 10 nov. | 2-2    | Civitella-Napoli        | 1-6           | 8 mar.        |
| 10 nov. | 5-4    | Maritime-Dosson         | 1-6           | 9 mar.        |
| 18 dic. | 3-5    | Real Rieti-Acqua&Sapone | 0-5           | 9 mar.        |

| andata  | andata | 8ª giornata              | ritorno (19ª) | ritorno (19ª) |  |
|         |        |                          |               |               |  |
| 23 nov. | 4-1    | Italservice-Arzignano    | 3-4           | 16 mar.       |  |
| 23 nov. | 6-0    | Acqua&Sapone-Feldi Eboli | 2-3           | 15 mar.       |  |
| 23 nov. | 3-2    | Meta-Maritime            | 1-0           | 15 mar.       |  |
| 24 nov. | 7-4    | CAME Treviso-Lazio       | 8-4           | 15 mar.       |  |
| 24 nov. | 2-2    | Napoli-Real Rieti        | 3-6           | 15 mar.       |  |
| 26 nov. | 3-3    | Latina-Civitella         | 4-7           | 16 mar.       |  |

| andata  | andata | 7ª giornata             | ritorno (18ª) | ritorno (18ª) |
|         |        |                         |               |               |
| 9 nov.  | 7-5    | Feldi Eboli-Italservice | 1-2           | 8 mar.        |
| 9 nov.  | 2-4    | Lazio-Latina            | 4-2           | 8 mar.        |
| 10 nov. | 1-5    | Arzignano-Meta          | 4-7           | 8 mar.        |
| 10 nov. | 2-2    | Civitella-Napoli        | 1-6           | 8 mar.        |
| 10 nov. | 5-4    | Maritime-Dosson         | 1-6           | 9 mar.        |
| 18 dic. | 3-5    | Real Rieti-Acqua&Sapone | 0-5           | 9 mar.        |

| andata  | andata | 8ª giornata              | ritorno (19ª) | ritorno (19ª) |  |
|         |        |                          |               |               |  |
| 23 nov. | 4-1    | Italservice-Arzignano    | 3-4           | 16 mar.       |  |
| 23 nov. | 6-0    | Acqua&Sapone-Feldi Eboli | 2-3           | 15 mar.       |  |
| 23 nov. | 3-2    | Meta-Maritime            | 1-0           | 15 mar.       |  |
| 24 nov. | 7-4    | CAME Treviso-Lazio       | 8-4           | 15 mar.       |  |
| 24 nov. | 2-2    | Napoli-Real Rieti        | 3-6           | 15 mar.       |  |
| 26 nov. | 3-3    | Latina-Civitella         | 4-7           | 16 mar.       |  |

| andata  | andata | 9ª giornata            | ritorno (20ª) | ritorno (20ª) |
|         |        |                        |               |               |
| 7 dic.  | 7-3    | Feldi Eboli-Real Rieti | 2-2           | 1 apr.        |
| 7 dic.  | 1-6    | Civitella-Dosson       | 4-9           | 29 mar.       |
| 7 dic.  | 3-9    | Latina-Napoli          | 1-6           | 29 mar.       |
| 7 dic.  | 1-2    | Lazio-Meta             | 2-5           | 29 mar.       |
| 8 dic.  | 2-4    | Arzignano-Acqua&Sapone | 4-10          | 30 mar.       |
| 10 dic. | 3-3    | Maritime-Italservice   | 2-5           | 29 mar.       |

| andata  | andata | 10ª giornata          | ritorno (21ª) | ritorno (21ª) |
|         |        |                       |               |               |
| 14 dic. | 3-4    | Feldi Eboli-Napoli    | 3-3           | 5 apr.        |
| 14 dic. | 7-0    | Italservice-Lazio     | 11-1          | 5 apr.        |
| 14 dic. | 4-2    | Meta-Civitella        | 5-0           | 5 apr.        |
| 14 dic. | 10-2   | Real Rieti-Arzignano  | 5-4           | 5 apr.        |
| 15 dic. | 6-1    | Acqua&Sapone-Maritime | 3-2           | 5 apr.        |
| 17 dic. | 5-1    | CAME Treviso-Latina   | 6-3           | 5 apr.        |

| andata  | andata | 9ª giornata            | ritorno (20ª) | ritorno (20ª) |
|         |        |                        |               |               |
| 7 dic.  | 7-3    | Feldi Eboli-Real Rieti | 2-2           | 1 apr.        |
| 7 dic.  | 1-6    | Civitella-Dosson       | 4-9           | 29 mar.       |
| 7 dic.  | 3-9    | Latina-Napoli          | 1-6           | 29 mar.       |
| 7 dic.  | 1-2    | Lazio-Meta             | 2-5           | 29 mar.       |
| 8 dic.  | 2-4    | Arzignano-Acqua&Sapone | 4-10          | 30 mar.       |
| 10 dic. | 3-3    | Maritime-Italservice   | 2-5           | 29 mar.       |

| andata  | andata | 10ª giornata          | ritorno (21ª) | ritorno (21ª) |
|         |        |                       |               |               |
| 14 dic. | 3-4    | Feldi Eboli-Napoli    | 3-3           | 5 apr.        |
| 14 dic. | 7-0    | Italservice-Lazio     | 11-1          | 5 apr.        |
| 14 dic. | 4-2    | Meta-Civitella        | 5-0           | 5 apr.        |
| 14 dic. | 10-2   | Real Rieti-Arzignano  | 5-4           | 5 apr.        |
| 15 dic. | 6-1    | Acqua&Sapone-Maritime | 3-2           | 5 apr.        |
| 17 dic. | 5-1    | CAME Treviso-Latina   | 6-3           | 5 apr.        |

| \| andata \| andata \| 11ª giornata \| ritorno (22ª) \| ritorno (22ª) \| \| \| \| \| \| \| \| 21 dic. \| 2-2 \| Arzignano-Feldi Eboli \| 5-8 \| 19 apr. \| \| 21 dic. \| 1-6 \| Civitella-Italservice \| 2-3 \| 19 apr. \| \| 21 dic. \| 3-1 \| Latina-Meta \| 3-4 \| 19 apr. \| \| 21 dic. \| 0-10 \| Lazio-Acqua&Sapone \| 1-5 \| 19 apr. \| \| 21 dic. \| 1-2 \| Maritime-Real Rieti \| 1-5 \| 19 apr. \| \| 21 dic. \| 2-6 \| Napoli-Dosson \| 3-2 \| 19 apr. \| |        |                       |               |               |
| andata | andata | 11ª giornata          | ritorno (22ª) | ritorno (22ª) |
| |        |                       |               |               |
| 21 dic. | 2-2    | Arzignano-Feldi Eboli | 5-8           | 19 apr.       |
| 21 dic. | 1-6    | Civitella-Italservice | 2-3           | 19 apr.       |
| 21 dic. | 3-1    | Latina-Meta           | 3-4           | 19 apr.       |
| 21 dic. | 0-10   | Lazio-Acqua&Sapone    | 1-5           | 19 apr.       |
| 21 dic. | 1-2    | Maritime-Real Rieti   | 1-5           | 19 apr.       |
| 21 dic. | 2-6    | Napoli-Dosson         | 3-2           | 19 apr.       |

| andata  | andata | 11ª giornata          | ritorno (22ª) | ritorno (22ª) |
|         |        |                       |               |               |
| 21 dic. | 2-2    | Arzignano-Feldi Eboli | 5-8           | 19 apr.       |
| 21 dic. | 1-6    | Civitella-Italservice | 2-3           | 19 apr.       |
| 21 dic. | 3-1    | Latina-Meta           | 3-4           | 19 apr.       |
| 21 dic. | 0-10   | Lazio-Acqua&Sapone    | 1-5           | 19 apr.       |
| 21 dic. | 1-2    | Maritime-Real Rieti   | 1-5           | 19 apr.       |
| 21 dic. | 2-6    | Napoli-Dosson         | 3-2           | 19 apr.       |

### Statistiche

#### Capoliste solitarie
|    | —— | —— | ——  | —— | —— | —— | —— | ——           | ——           | ——           | ——           | ——           | ——           | ——           | ——           | ——           | ——           | ——           | ——           | ——           | ——           | —— |  |
|    |    |    | A&S |    | MA | MA |    | Acqua&Sapone | Acqua&Sapone | Acqua&Sapone | Acqua&Sapone | Acqua&Sapone | Acqua&Sapone | Acqua&Sapone | Acqua&Sapone | Acqua&Sapone | Acqua&Sapone | Acqua&Sapone | Acqua&Sapone | Acqua&Sapone | Acqua&Sapone |    |  |
|    |    |    |     |    |    |    |    |              |              |              |              |              |              |              |              |              |              |              |              |              |              |    |  |
|    |    |    |     |    |    |    |    |              |              |              |              |              |              |              |              |              |              |              |              |              |              |    |  |
| 1ª | 2ª | 3ª | 4ª  | 5ª | 6ª | 7ª | 8ª | 9ª           | 10ª          | 11ª          | 12ª          | 13ª          | 14ª          | 15ª          | 16ª          | 17ª          | 18ª          | 19ª          | 20ª          | 21ª          | 22ª          |    |  |

#### Classifica marcatori
| Gol |  |  | Giocatore        | Squadra        |
| --- |  |  | ---------------- | -------------- |
| 28  |  |  | Cristian Borruto | Italservice    |
| 22  |  |  | Cainan De Matos  | CAME Treviso   |
| 20  |  |  | Josiko           | Feldi Eboli    |
| 20  |  |  | Kaká             | Real Rieti     |
| 19  |  |  | Gabriel Lima     | Acqua e Sapone |
| 18  |  |  | Chimanguinho     | Real Rieti     |
| 17  |  |  | Jeferson Titon   | Civitella      |
| 16  |  |  | Fabrizio Amoroso | Arzignano      |
| 16  |  |  | Wellington Coco  | Acqua e Sapone |
| 16  |  |  | Jader Fornari    | Feldi Eboli    |

| Gol |  |  | Giocatore           | Squadra                 |
| --- |  |  | ------------------- | ----------------------- |
| 15  |  |  | Carmelo Musumeci    | Meta Catania            |
| 15  |  |  | Júlio De Oliveira   | Acqua e Sapone          |
| 14  |  |  | Paolo Cesaroni      | Napoli                  |
| 14  |  |  | Gedson              | Lazio                   |
| 13  |  |  | Misael Gonçalves    | Lazio (4) Civitella (9) |
| 13  |  |  | Marcelinho          | Italservice             |
| 13  |  |  | Arlan Pablo Vieira  | CAME Treviso            |
| 12  |  |  | Kevin Arrieta       | Feldi Eboli             |
| 12  |  |  | Dimas               | Napoli                  |
| 12  |  |  | Juan Carlos Sánchez | Latina                  |

#### Record
- Maggior numero di vittorie: A&S (17)
- Minor numero di vittorie: Arzignano, Lazio (2)
- Maggior numero di pareggi: 4 squadre (5)
- Minor numero di pareggi: A&S, Lazio (1)
- Maggior numero di sconfitte: Lazio (19)
- Minor numero di sconfitte: Italservice (3)
- Miglior attacco: A&S (102)
- Peggior attacco: Lazio (43)
- Miglior difesa: A&S (37)
- Peggior difesa: Lazio (127)
- Miglior differenza reti: A&S (+65)
- Peggior differenza reti: Lazio (-84)
- Miglior serie positiva: Maritime, Napoli (7)
- Maggior numero di vittorie consecutive: 3 squadre (5)
- Maggior numero di sconfitte consecutive: Lazio (9)
- Partita con maggiore scarto di gol: 3 partite (10)
- Partita con più reti: A&S-Arzignano 10-4 (14)
- Maggior numero di reti in una giornata: 20ª (52)
- Minor numero di reti in una giornata: 1ª (27)

## Play-off

### Regolamento
Gli incontri dei quarti di finale sono a eliminazione diretta con gare di andata e ritorno. Gli incontri di andata saranno effettuati in casa delle squadre meglio classificate al termine della "stagione regolare". Al termine degli incontri saranno dichiarate vincenti le squadre, che nelle due partite di andata e di ritorno, avranno ottenuto il maggior punteggio. In caso di parità di punti tra le due squadre al termine delle due gare, indipendentemente dalla differenza reti, si disputerà una terza gara di spareggio da giocarsi sempre sul campo della migliore classificata al termine della stagione regolare. In caso di parità al termine della terza gara si giocheranno due tempi supplementari di 5 minuti ciascuno. Qualora anche al termine di questi le squadre fossero in parità sarà considerata vincente la squadra in migliore posizione di classifica al termine della "stagione regolare". Le semifinali e la finale si disputeranno al meglio delle cinque gare secondo l'ordine di seguito evidenziato: 1ª e 2ª gara in casa della squadra meglio classificata al termine della "stagione regolare"; 3ª e 4ª (eventuale) gara in casa della squadra peggio classificata al termine della “stagione regolare”; 5ª gara (eventuale) in casa della squadra meglio classificata al termine della "stagione regolare". Al termine degli incontri saranno dichiarate vincenti le squadre, che avranno ottenuto il maggior punteggio. In caso di parità al termine si giocheranno due tempi supplementari di 5 minuti ciascuno. Qualora anche al termine di questi le squadre fossero in parità si procederà all'effettuazione dei tiri di rigore.

### Tabellone
|  | Quarti di finale | Quarti di finale | Quarti di finale | Quarti di finale | Quarti di finale |   |   | Semifinali     | Semifinali | Semifinali | Semifinali | Semifinali | Semifinali | Semifinali |  |  | Finale | Finale         | Finale | Finale | Finale | Finale | Finale |
|  |                  |                  |                  |                  |                  |   |   |                |            |            |            |            |            |            |  |  |        |                |        |        |        |        |        |
|  | 1                | Acqua e Sapone   | 2                | 4                | 4                |   |   |                |            |            |            |            |            |            |  |  |        |                |        |        |        |        |        |
|  | 8                | Maritime         | 5                | 0                | 1                |   |   |                |            |            |            |            |            |            |  |  |        |                |        |        |        |        |        |
|  | 8                | Maritime         | 5                | 0                | 1                |   | 1 | Acqua e Sapone | 7          | 2          | 4          | 4          | -          |            |  |  |        |                |        |        |        |        |        |
|  |                  |                  |                  |                  |                  |   | 1 | Acqua e Sapone | 7          | 2          | 4          | 4          | -          |            |  |  |        |                |        |        |        |        |        |
|  |                  | 4                | Napoli           | 1                | 3                | 2 | 2 | -              |            |            |            |            |            |            |  |  |        |                |        |        |        |        |        |
|  | 4                | 4                | Napoli           | 1                | 3                | 2 | 2 | -              | Napoli     | 5          | 5          | -          |            |            |  |  |        |                |        |        |        |        |        |
|  | 4                |                  |                  |                  |                  |   |   |                | Napoli     | 5          | 5          | -          |            |            |  |  |        |                |        |        |        |        |        |
|  | 5                | Meta Catania     | 3                | 3                | -                |   |   |                |            |            |            |            |            |            |  |  |        |                |        |        |        |        |        |
|  |                  |                  |                  |                  |                  |   |   |                |            |            |            |            |            |            |  |  | 1      | Acqua e Sapone | 7      | 4      | 3      | 4      | 2      |
|  |                  |                  | 2                | Italservice      | 2                | 6 | 5 | 2              | 3          |            |            |            |            |            |  |  |        |                |        |        |        |        |        |
|  | 2                | Italservice      | 4                | 5                | -                |   |   |                |            |            |            |            |            |            |  |  |        |                |        |        |        |        |        |
|  | 7                | CAME Treviso     | 2                | 1                | -                |   |   |                |            |            |            |            |            |            |  |  |        |                |        |        |        |        |        |
|  | 7                | CAME Treviso     | 2                | 1                | -                |   | 2 | Italservice    | 6          | 7          | 6          | -          | -          |            |  |  |        |                |        |        |        |        |        |
|  |                  |                  |                  |                  |                  |   | 2 | Italservice    | 6          | 7          | 6          | -          | -          |            |  |  |        |                |        |        |        |        |        |
|  |                  | 3                | Real Rieti       | 3                | 2                | 1 | - | -              |            |            |            |            |            |            |  |  |        |                |        |        |        |        |        |
|  | 3                | 3                | Real Rieti       | 3                | 2                | 1 | - | -              | Real Rieti | 4          | 2          | -          |            |            |  |  |        |                |        |        |        |        |        |
|  | 3                |                  |                  |                  |                  |   |   |                | Real Rieti | 4          | 2          | -          |            |            |  |  |        |                |        |        |        |        |        |
|  | 6                | Feldi Eboli      | 3                | 1                | -                |   |   |                |            |            |            |            |            |            |  |  |        |                |        |        |        |        |        |

### Risultati

#### Quarti di finale

##### Gara 1
| Arbitri: | Luigi Fiorentino (Molfetta) Luca Petrillo (Catanzaro) Riccardo Davì (Bologna) |
| Crono:   | Andrea Colombo (Modena)                                                       |

|                                                            |           |                              |
| Borruto 2'22'’ Marcelinho 15'45'’, 29'33'’ Honorio 36'08'’ | Marcatori | 14'18'’ Bellomo 37'42'’ Igor |

| Arbitri: | Carmelo Alfano (Palermo) Fabio Rocco De Pasquale (Marsala) Simone Pisani (Aprilia) |
| Crono:   | Ivo Colangeli (Aprilia)                                                            |

|                                                            |           |                                             |
| Chimanguinho 8'07'’, 34'49'’ Kaká 25'28'’ Nicolodi 32'53'’ | Marcatori | 8'20'’ Arrieta 31'15'’ André 37'06'’ Josiko |

| Arbitri: | Massimo Tariciotti (Ciampino) Pasquale Marcello Falcone (Foggia) Vincenzo Sgueglia (Civitavecchia) |
| Crono:   | Antonio Marino (Agropoli)                                                                          |

|                                                                  |           |                                              |
| Salas 4'02'’, 39'05'’ Dimas 9'01'’ Duarte 15'09'’ Mancha 24'30'’ | Marcatori | 7'37'’ R. Tres 32'45'’ Dalcin 34'29'’ Amoedo |

| Arbitri: | Arrigo D’Alessandro (Policoro) Federico Beggio (Padova) Andrea Di Vito (L’Aquila) |
| Crono:   | Luca Moscone (L’Aquila)                                                           |

|                               |           |                                                                      |
| Avellino 4'36'’ Jonas 38'09'’ | Marcatori | 9'06'’ Crema 22'43'’ Guedes 32'23'’ Zanchetta 33'43'’, 34’ Caio Japa |

##### Gara 2
| Arbitri: | Dario Di Nicola (Pescara) Salvatore Minichini (Ercolano) Simone Tassinato (Padova) |
| Crono:   | Marco Mezzarobba (Padova)                                                          |

|               |           |                                                                              |
| Cainan 1'47'’ | Marcatori | 16'27'’, 38'28'’ Marcelinho 26'22'’ Tonidandel 36'00'’ Borruto 37'47'’ Canal |

| Arbitri: | Giovanni Zannola (Ostia Lido) Luigi Alessi (Taurianova) Massimo Seminara (Palermo) |
| Crono:   | Tullio Graziano (Palermo)                                                          |

|  |           |                                                               |
|  | Marcatori | 4'07'’ Lukaian 21'59'’ Calderolli 38'37'’ Coco 39'09'’ Murilo |

| Arbitri: | Ferruccio Prisma (Crotone) Simone Micciulla (Roma 2) Vincenzo Brischetto (Acireale) |
| Crono:   | Pasquale Caruso (Messina)                                                           |

|                                                     |           |                                                                     |
| Dalcin 8'00'’ Spampinato 14'24'’ Costantino 18'00'’ | Marcatori | 19'30'’, 20'13'’ Dimas 36'30'’ Chano 37'58'’ Mancha 39'51'’ De Luca |

| Arbitri: | Francesco Scarpelli (Padova) Michele Bensi (Grosseto) Giuseppe Galasso (Avellino) |
| Crono:   | Ugo Ciccarelli (Napoli)                                                           |

|              |           |                               |
| André 5'20'’ | Marcatori | 5'42'’ Joãozinho 29'06'’ Kaká |

##### Gara 3
| Arbitri: | Luca Vannucchi (Prato) Giovanni Ferraioli Vitolo (Castellammare di Stabia) Lorenzo Di Guilmi (Vasto) |
| Crono:   | Davide Sallese (Vasto)                                                                               |

|                                                                          |           |                   |
| Murilo 9'21'’ De Oliveira 27'42'’ Crema 31'42'’ (aut.) Ercolessi 38'15'’ | Marcatori | 36'40'’ Zanchetta |

#### Semifinali

##### Gara 1
| Arbitri: | Carmelo Loddo (Reggio Calabria) Chiara Perona (Biella) Angelo Galante (Ancona) |
| Crono:   | Fabiano Maragno (Bologna)                                                      |

|                                                                                 |           |                                                   |
| Honorio 0'59'’ Canal 18'30'’, 39'54'’ Taborda 44'29'’, 47'59'’ Miarelli 45'31'’ | Marcatori | 5'32'’ Nicolodi 34'01'’ Chimanguinho 39'20'’ Kaká |

| Arbitri: | Giuseppe Parente (Como) Ciro Oliviero (Pesaro) Massimo Tiberio (Teramo) |
| Crono:   | Matteo Ariasi (Pescara)                                                 |

|                                                                                            |           |                 |
| Cuzzolino 10'57'’, 37'43'’ Lukaian 11'57'’, 27'17'’ Avellino 13'30'’ Lima 26'49'’, 35'52'’ | Marcatori | 5'47'’ Jesulito |

##### Gara 2
| Arbitri: | Riccardo Davì (Bologna) Natale Mazzone (Imola) Dario Di Nicola (Pescara) |
| Crono:   | Marco Di Filippo (Teramo)                                                |

|                                 |           |                                                    |
| Coco 27'00'’ Calderolli 37'31'’ | Marcatori | 5'47'’ (aut.) Coco 10'37'’ Duarte 34'04'’ Jelovčić |

| Arbitri: | Giovanni Beneduce (Nola) Nicola Acquafredda (Molfetta) Stefano Parrella (Cesena) |
| Crono:   | Adriano Sodano (Bologna)                                                         |

|                                                                                    |           |                                   |
| Salas 2'19'’, 35'55'’ Taborda 5'45'’, 35'05’ Mancuso 12'02’, 37'10'’ Canal 12'38'’ | Marcatori | 23'20'’ Kaká 33'43'’ Chimanguinho |

##### Gara 3
| Arbitri: | Lorenzo Di Guilmi (Vasto) Luca Vincenzo Caracozzi (Foggia) Alex Iannuzzi (Roma 1) |
| Crono:   | Alessandra Carradori (Roma 1)                                                     |

|               |           |                                                                          |
| Jeffe 20'43'’ | Marcatori | 1'55'’ Taborda 9'45'’, 11'24'’, 18'27'’, 34'53'’ Borruto 36'54'’ Mancuso |

| Arbitri: | Andrea Campi (Ciampino) Stefano Pani (Oristano) Luca Micheli (Frosinone) |
| Crono:   | Fabrizio Andolfo (Ercolano)                                              |

|                                 |           |                                                                     |
| Jesulito 2'59'’ De Luca 16'07'’ | Marcatori | 6'20'’ Calderolli 11'39'’ Avellino 12'07'’ De Oliveira 38'48'’ Lima |

##### Gara 4
| Arbitri: | Daniele Di Resta (Roma 2) Vincenzo Sgueglia (Civitavecchia) Michele Iannone (Nocera Inferiore) |
| Crono:   | Salvatore Minichini (Ercolano)                                                                 |

|                                 |           |                                                          |
| Jesulito 7'04'’ De Luca 24'24'’ | Marcatori | 4'54'’ De Oliveira 32'30'’ Lukaian 33'28'’, 33'42’ Jonas |

#### Finale

##### Gara 1
| Arbitri: | Gianfranco Marangi (Brindisi) Giulio Colombin (Bassano del Grappa) Giovanni Zannola (Ostia Lido) |
| Crono:   | Simone Micciulla (Roma 2)                                                                        |

| |           |                        |
| Murilo 10'20'’ Lukaian 22'57'’ De Oliveira 23'08'’ Avellino 24'09'’ Lima 25'26'’ Calderolli 29'41'’ Cuzzolino 35'43'’ | Marcatori | 30'35'’, 31'58'’ Canal |

##### Gara 2
| Arbitri: | Rocco Morabito (Vercelli) Fabrizio Burattoni (Lugo di Romagna) Andrea Campi (Ciampino) |
| Crono:   | Dario Di Nicola (Pescara)                                                              |

|                                                                            |           | |
| Salas 5'48'’ (aut.) Cuzzolino 18'18'’ Miarelli 28'20'’ (aut.) Coco 38'09'’ | Marcatori | 9'11'’ (aut.) Calderolli 19'17'’, 28'40'’ Marcelinho 30'08'’ Borruto 47'40'’ Canal 49'42'’ Taborda |

##### Gara 3
| Arbitri: | Angelo Galante (Ancona) Ruggiero Chiariello (Barletta) Lorenzo Cursi (Jesi) |
| Crono:   | Natale Mazzone (Imola)                                                      |

|                                                                  |           |                                                 |
| Marcelinho 5'55'’, 25'03'’ Borruto 7'29'’, 48'30'’ Canal 42'23'’ | Marcatori | 6'29'’ Lukaian 19'20'’ Cuzzolino 36'20'’ Murilo |

##### Gara 4
| Arbitri: | Nicola Maria Manzione (Salerno) Donato Lamanuzzi (Molfetta) Riccardo Davì (Bologna) |
| Crono:   | Luca Mario Vannucchi (Prato)                                                        |

|                                    |           |                                                     |
| Taborda 19'55'’ Marcelinho 39'19'’ | Marcatori | 19'44'’, 26'48'’ Jonas 22'35'’ Lukaian 38'30'’ Lima |

##### Gara 5
| Arbitri: | Alessandro Malfer (Rovereto) Dario Pezzuto (Lecce) Lorenzo Di Guilmi (Vasto) |
| Crono:   | Luca Vincenzo Caracozzi (Foggia)                                             |

|                                          |           |                                                         |
| Cuzzolino 11'21'’ Lukaian 34'10'’ (rig.) | Marcatori | 12'27'’ Salas 30'57'’ Borruto 48'05'’ (t.l.) Marcelinho |

### Classifica marcatori play-off[11]
| Gol |  |  | Giocatore           | Squadra        |
| --- |  |  | ------------------- | -------------- |
| 10  |  |  | Cristian Borruto    | Italservice    |
| 10  |  |  | Marcelinho          | Italservice    |
| 8   |  |  | Mauro Canal         | Italservice    |
| 8   |  |  | Lukaian Baptista    | Acqua e Sapone |
| 7   |  |  | Pablo Taborda       | Italservice    |
| 6   |  |  | Leandro Cuzzolino   | Acqua e Sapone |
| 5   |  |  | Jonas               | Acqua e Sapone |
| 5   |  |  | Gabriel Lima        | Acqua e Sapone |
| 4   |  |  | Luciano Avellino    | Acqua e Sapone |
| 4   |  |  | Fabricio Calderolli | Acqua e Sapone |
| 4   |  |  | Júlio De Oliveira   | Acqua e Sapone |
| 4   |  |  | Murilo Ferreira     | Acqua e Sapone |
| 4   |  |  | Chimanguinho        | Real Rieti     |
| 4   |  |  | Kaká                | Real Rieti     |
| 3   |  |  | Wellington Coco     | Acqua e Sapone |
| 3   |  |  | Mancuso             | Italservice    |
| 3   |  |  | Dimas               | Napoli         |
| 3   |  |  | Jesulito            | Napoli         |
| 3   |  |  | Massimo De Luca     | Napoli         |
| 3   |  |  | Javier Salas        | Italservice    |

## Play-out

### Formula
Le squadre che hanno concluso il campionato all'undicesima e alla dodicesima posizione si sono affrontate in un doppio spareggio (andata e ritorno, la prima partita è stata giocata in casa dell'ultima classificata) per determinare l'unica squadra a retrocedere in Serie A2. Al termine degli incontri è stata dichiarata vincente la squadra che nelle due partite (di andata e di ritorno) avrà ottenuto il maggior punteggio ovvero a parità di punteggio la squadra che avrà realizzato il maggior numero di reti. Nel caso di parità gli arbitri della gara di ritorno avrebbero fatto disputare due tempi supplementari di 5 minuti ciascuno. Qualora anche al termine di questi le squadre fossero state in parità sarebbe stata considerata vincente la squadra in migliore posizione di classifica al termine della stagione regolare.

### Risultati

#### Andata
| Arbitri: | Massimiliano Palombi (Avezzano) Fabrizio Schirripa (Reggio Calabria) Giampiero Turano (Roma 2) |
| Crono:   | Luca Micheli (Frosinone)                                                                       |

|                                                                         |           |                  |
| D. Chilelli 24'33'’ Lupi 29'00’’, 38'31'’ Bizjak 31'40’’ Gedson 33'04’’ | Marcatori | 36'59'’ Salamone |

#### Ritorno
| Arbitri: | Lorenzo Cursi (Jesi) Vincenzo Brischetto (Acireale) Giulio Colombin (Bassano del Grappa) |
| Crono:   | Fabio Pozzobon (Treviso)                                                                 |

| |           |                                         |
| Amoroso 8'47'’, 28'47'’, 39'58'’ Paulinho 9'38'’, 25'08'’ Linhares 11'29'’, 18'48'’ Murga 14'21'’ Márcio 38'36'’ | Marcatori | 7'24'’, 30'48'’ R. Rocha 15'33'’ Bizjak |

## Supercoppa italiana
Preso atto della rinuncia della Luparense, finalista della Coppa Italia la scorsa stagione, vinta, come lo scudetto, dall'Acqua e Sapone, il Consiglio Direttivo ha deliberato la disputa di uno spareggio in campo neutro tra le due semifinaliste di Coppa Italia, cioè CAME Treviso e Napoli. La vincitrice ha conteso la Supercoppa italiana all'Acqua e Sapone.

### Spareggio
| Arbitri: | Rocco Morabito (Vercelli) Lorenzo Cursi (Jesi) Luca Vannucchi (Prato) |
| Crono:   | Fabio Perretti (Prato)                                                |

|                                    |           |                                                          |
| Vieira 15'05'’, 22'14'’ Grippi 39’ | Marcatori | 4'35'’ Cesaroni 15'55'’, 24'21'’ Jelovčić 17'11'’ Mancha |

### Finale
| Arbitri: | Ruggiero Chiariello (Barletta) Carmelo Loddo (Reggio Calabria) Andrea Campi (Ciampino) |
| Crono:   | Massimiliano Palombi (Avezzano)                                                        |

| |            | |
| Cuzzolino 4'41'’, 19'42'’ (t.l.) Ercolessi 15'33'’ Lima 38'06'’ | Marcatori  | 32'27'’ Jelovčić |
| · Stefano Mammarella · Murilo Ferreira · Gabriel Lima · Edgar Bertoni · Júlio De Oliveira · Marco Ercolessi · Isaia Casciano · Leandro Cuzzolino · Fabricio Calderolli · Lukaian Baptista · Wellington Coco · Luciano Avellino · Jonas · Luan Fiuza | Formazioni | · Francesco Molitierno · Franko Jelovčić · Fernando Wilhelm · Juan Adrián Salas · Mancha · Giuseppe Moccia · Massimo De Luca · Vinícius Duarte · Cristian Rubio · Pasquale Moccia · Paolo Cesaroni · Luka Perić · Vincenzo Amirante · Jurij Bellobuono |
| Faustino Pérez | Allenatori | David Marín |